# Lapot gusevi
A Lapot gusevi a Rhizaria Aquavolonida rendjének faja. Általában ostoros amőba 2 ostorral.

## Történet
Lap-1 törzsét 2014. október 20-án gyűjtötte Gyenyisz Viktorovics Tyihonyenkov – orosz biológus – a vietnámi Khánh Hòa tartomány sekély, édesvízi tavából.
David Bass et al. az Aquavolonidát, a Tremulidát és a jelenleg névtelen „12. új kládot” tartalmazó 2018-as filogenetikus fában az akkor Lapot-izolátumnak nevezett csoportot az Aquavolon nemzetség rokonaként helyezték el az NC10-C egyetlen részeként.:839 Ugyanez évben jelent meg Nicholas A. T. Irwin et al. tanulmánya, melyben ezt az izolált csoportot Lapot gusevinek nevezték el.

## Etimológia
A nemzetség nevét a lapotyról, az orosz háncsbocskorról kapta, míg a fajjelző Jevgenyij Guszev algológus nevéből származik.

## Morfológia
Az Aquavolon- és Tremula-fajokhoz hasonló egysejtű, hátulsó ostora alapja sejtteste központi részén indul ventrális nyílásból. Sejtteste lapított, felszínéből rövid, vastag állábak indulnak. Általában közel ellipszoid alakú, de 15 μm átmérőjű gömbbé zsugorodhat, vagy 21 μm átmérőjű kerek cisztává válhat. Állábai változatos alakúak: lehetnek lebenyesek, kúposak, hegyesek,:3F–L ábra de hátul nagy állábat alkothat, a sejtfelszín többi részén kicsiket. Elöl nagy kontraktilis vakuólumot képezhet, míg sejtmagja középen van az elülső véghez kissé közelebb, mint a hátulsóhoz.:3E ábra
Az Aquavolon spp.-hoz és a Tremula longifilához hasonló jelentős középső bemélyedése, de velük szemben lapult, nem nyújtott vagy orsó alakú.
21–34 μm hosszú, 15–22 μm széles, elülső vége szélesebb. Ostorai eltérő hosszúak: elülső ostora hossza a sejttestének fele, a hátulsóé a sejttestének másfélszerese.

## Életmód

### Mozgás
Egyenesen tud úszni mindkét ostora együttes mozgásával. Az Aquavolon és Tremula spp.-tól eltérően a metabólia szerepe mozgásában jelentősebb.

### Táplálkozás
Heterotróf eukariovor ostoros, mely más ostorosokat, például egyes sárgásmoszatokat és Bodonida-sejteket eszik, zsákmányát egyben nyeli el. Hátul nagy emésztő űröcskét hoz létre táplálkozás után.

## Élőhely
Csak édesvízi mintákból ismert.

## Életciklus
Cisztát képezhet ostorait behúzva, ennek átmérője közel 21 μm. Nem ismert, hogyan osztódik, mivel Irwin et al. ezt nem figyelték meg.

## Genetika
ATP-szintáza b és h egysége közt nincs aminosav.
Dezoxicitidin-trifoszfát-dezamináza a Dcd2 fehérjecsaládba tartozik, ennek legközelebbi rokonai vírusfehérjék.
Lap-1 törzse SSU rRNS-e egy 1916 bázispárból álló része MG818165 számmal elérhető.
Glikolízisben, sejtlégzésben és a pentóz-foszfát útban résztvevő génjeit 2025-ben szekvenálták Santana-Molina  et al.